# Seal (piosenkarz)
Seal Henry Olusegun Olumide Adeola Samuel (ur. 19 lutego 1963 w Londynie) – brytyjski piosenkarz i kompozytor pochodzenia brazylijsko-nigeryjskiego. Trzykrotny zdobywca nagrody Grammy.
Zadebiutował na singlu Adamskiego „Killer” w 1990, a w następnym roku wydał debiutancki album. Największe przeboje to: „Fly Like an Eagle”, „Walk on by”, „Crazy”, „Kiss from a Rose (Batman Forever)”, „This Could Be Heaven” i „Love's Divine”. 
W kwietniu 1992 wraz z wieloma innymi artystami wziął udział w koncercie The Freddie Mercury Tribute Concert na stadionie Wembley w Londynie.

## Kontrowersje
W 2011 wystąpił w Groznym na uroczystości, która została zorganizowana w tym samym czasie, kiedy Ramzan Kadyrow obchodził 35. urodziny, choć Kadyrow zaprzeczał, że impreza ma coś wspólnego z jego jubileuszem. Razem z innymi celebrytami goszczącymi na przyjęciu miał otrzymać honorarium za obecność, został również skrytykowany przez organizację chroniącą prawa człowieka za pojawienie się na uroczystości i za przyjęcie za to gaży.

## Życie prywatne
Od młodości choruje na toczeń rumieniowaty układowy. Jego własny układ immunologiczny zniszczył mu skórę na twarzy. 
Był żonaty z niemiecką modelką Heidi Klum, z którą ma dwóch synów: Henry'ego (ur. 2005) i Johana (ur. 2006) oraz córkę Lou (ur. 2009). 23 stycznia 2012 w oświadczeniu dla prasy potwierdzili doniesienia o rozwodzie, którego powodem miało być oddalenie się od siebie małżonków.

## Dyskografia

### Albumy studyjne
- Seal (1991)
- Seal II (1994)
- Human Being (1998)
- Seal IV (2003)
- System (2007)
- Soul (2008)
- Commitment (2010)
- Soul 2 (2011)
- 7 (2015)
- Standards (2017)

### Albumy koncertowe
- Live In Paris (2004)
- One night to remember (2006)
- Soul Live (2009)
- Live in Brooklyn (2009)

### Kompilacje
- Best 1991-2004 (2004)
- Hits (2009) – złota płyta w Polsce[7]
- The Platinum Collection x3CD - Seal/Seal II/Soul (2010)